# Іштван Галас
Іштван Галас (угор. István Halász, 12 жовтня 1951, Ракамаз — 4 червня 2016) — угорський футболіст, що грав на позиції півзахисника.
Виступав, зокрема, за клуби «Татабанья» та «Вашаш», а також національну збірну Угорщини.

## Клубна кар'єра
Вихованець клубу «Ракамазі Спартакус», після чого у 1972—1974 роках проходив військову службу граючи за невеликий клуб «Гонвед Сабо Лайош». 
У вищому дивізіоні дебютував 1974 року виступами за команду «Татабанья», в якій провів чотири сезони, взявши участь у 103 матчах чемпіонату. Більшість часу, проведеного у складі «Татабаньї», був основним гравцем команди.
1978 року перейшов до «Вашашу» і відіграв за клуб з Будапешта наступні чотири сезони своєї ігрової кар'єри, втім у новій команді основним гравцем стати не зумів. У сезоні 1980/81 він виграв Кубок Угорщини, який став його єдиним трофеєм у кар'єрі.
Згодом з 1982 по 1985 рік грав у складі команд «Ньїредьгаза» та «Дорогі Баняс», а завершив ігрову кар'єру у команді «Орослань Баняс» з третього дивізіону країни, за яку виступав протягом 1985—1986 років.

## Виступи за збірну
9 листопада 1977 року дебютував в офіційних іграх у складі національної збірної Угорщини в товариському матчі з Чехословаччиною (1:1), в якому забив гол.
Наступного року у складі збірної був учасником чемпіонату світу 1978 року в Аргентині На «мундіалі» він зіграв одну гру проти Італії (1:3), яка і стала його останнім матчем за збірну.
Загалом протягом кар'єри у національній команді, яка тривала 2 роки, провів у її формі 4 матчі, забивши 2 голи.
Помер 4 червня 2016 року на 65-му році життя.

## Титули і досягнення
- Володар Кубка Угорщини (1):

«Вашаш»: 1980/81